# TiMOS
TiMOS (cuyo significado es Timetra Operating System) es un sistema operativo usado en los enrutadores y switches de servicio Alcatel-Lucent más recientes. Originalmente desarrollado por Timetra, una firma start-up estadounidense. Timetra fue comprada por Alcatel-Lucent en 2004 después de un período de mutua involucración en proyectos comunes. TimOS se usa principalmente en los enrutadores Service 7750 Service Switches 7450 y Service Aggregation Routers 7705.
Tiene alguna similitud con Cisco IOS; sin embargo, no hay un emulador (tal como Dynamips o Olive) disponible públicamente, y se conoce poco de este sistema operativo.